# Экспериментальный пластиковый дом

Экспериментальный пластиковый дом

Экспериментальный пластиковый дом был построен в СССР в 1961 году как опытный образец индивидуального жилого дома с применением новых для того времени технологий. Спроектирован архитектором Алексеем Щербенком и инженером Леонидом Левинским. Располагался в Ленинграде между первым и вторым корпусами дома № 24 по улице Торжковской.

## Технические характеристики
Дом состоял из двух этажей: первый высотой 2,2 метра был выполнен из стеклоблоков и занимал площадь 6 м² — он исполнял роль защиты вентиляции и инженерных систем; второй этаж из армированного пластика с толщиной стен 14 сантиметров (что соответствовало кладке в 4 кирпича по теплоизоляции) был жилым. Здесь были большие окна из пластика (оргстекла), комната, кухня, совмещённый санузел, кладовка и небольшая терраса. Общая площадь второго этажа составляла 49 м².

## История проекта
К концу 1950-х годов стремительная урбанизация в СССР заставила государство взять обеспечение новых горожан жильём на себя. До этого в деревне крестьяне строили себе дома сами. Но в 1950—1970 Советский союз не мог позволить массово строить качественное жильё, поэтому возводилось максимально удешевлённое жильё первых массовых серий. Идею стандартизированного, дешёвого домостроения взяли из Франции, откуда заимствовали также идею индивидуального дома-хрущёвки из пластика.
Целью экспериментального дома в Ленинграде была проверка строительных изделий из пластмасс, а также изучение их эксплуатационных показателей. Несмотря на дешевизну и другие положительные качества индивидуального дома, в серию проект не вышел: по мнению партийного руководства, такое жильё будет воспитывать в человеке индивидуализм. Кроме того, такие дома были дороги в инженерном обслуживании.
Экспериментальный пластмассовый дом простоял в Ленинграде 3 года и использовался только как лаборатория для изучения изменений свойств пластика со временем. По результатам эксперимента через несколько лет в Москве был построен пятиэтажный жилой дом из пластика, он был снесён в 1990-е..